# Finn Cole
Finlay Lewis J. Cole (Kingston upon Thames, 9 de novembro de 1995), mais conhecido como Finn Cole, é um ator britânico. Ele é conhecido por seu papel na série da BBC Peaky Blinders como Michael Gray e Joshua "J" Cody no Reino Animal da TNT.

## Biografia
Finlay Lewis J. Cole nasceu em 9 de novembro de 1995 em Kingston upon Thames, filho de Michael e Elizabeth Jacquest Cole. Ele tem um irmão mais velho chamado Joe Cole.
De 2014 a 2022, Cole foi escalado para interpretar Michael Gray em Peaky Blinders. Em 2015, Cole apareceu como Eric Birling na adaptação de Helen Edmundson para BBC One de An Inspector Calls.
De 2016 a 2022, Cole foi escalado para interpretar o elenco principal da série dramática Reino Animal. Em 2018, Cole co-estrelou Asa Butterfield e Hermione Corfield na comédia de terror Slaughterhouse Rulez.
Em 2019, Cole estrelou ao lado de Margot Robbie no filme de suspense de época Dreamland.

## Filmografia
| Ano       | Título                 | Papel                 | Notas                |
| --------- | ---------------------- | --------------------- | -------------------- |
| 2012      | Offender               | Riot Boy              |                      |
| 2014–2022 | Peaky Blinders         | Michael Gray          | Elenco principal     |
| 2015      | An Inspector Calls     | Eric Birling          | Filme para televisão |
| 2015      | Lewis                  | Ollie Tedman          | 2 episódios          |
| 2016–2022 | Reino Animal           | Joshua "J" Cody       | Elenco principal     |
| 2018      | Slaughterhouse Rulez   | Don Wallace           |                      |
| 2019      | Dreamland              | Eugene Evans          |                      |
| 2020      | Here Are the Young Men | Joseph Kearney        |                      |
| 2021      | F9                     | Jakob Toretto (jovem) |                      |